# Manuele Blasi
Pour les articles homonymes, voir Blasi.
Manuele Blasi, né le 17 août 1980 à Civitavecchia (dans la région du Latium), est un ancien footballeur italien évoluant au poste de milieu. Il a été international italien à 8 reprises entre 2004 et 2005. Il exerce désormais au poste d'entraîneur.

## Palmarès
- Indian Super League : 2015
- Champion d'Italie : 2005 avec la Juventus de Turin (titre retiré à la suite de l'affaire du Calciopoli).
- International italien (8 sélections, 0 but).